# Grande Prêmio do Reino Unido de 2015 (MotoGP)
O Grande Prêmio da MotoGP do Reino Unido de 2015 ocorreu em 30 de agosto.

## Resultados

### Classificação MotoGP
| Pos | Piloto           | Equipe                      | Moto           | Tempo     | Pontos |
| --- | ---------------- | --------------------------- | -------------- | --------- | ------ |
| 1   | Valentino Rossi  | Movistar Yamaha MotoGP      | Yamaha         | 46'15.617 | 25     |
| 2   | Danilo Petrucci  | Octo Pramac Racing          | Ducati         | +3.010    | 20     |
| 3   | Andrea Dovizioso | Ducati Team                 | Ducati         | +4.117    | 16     |
| 4   | Jorge Lorenzo    | Movistar Yamaha MotoGP      | Yamaha         | +5.726    | 13     |
| 5   | Dani Pedrosa     | Repsol Honda Team           | Honda          | +11.132   | 11     |
| 6   | Scott Redding    | EG 0,0 Marc VDS             | Honda          | +25.467   | 10     |
| 7   | Bradley Smith    | Monster Yamaha Tech 3       | Yamaha         | +26.717   | 9      |
| 8   | Andrea Iannone   | Ducati Team                 | Ducati         | +29.393   | 8      |
| 9   | Aleix Espargaro  | Team SUZUKI ECSTAR          | Suzuki         | +38.815   | 7      |
| 10  | Alvaro Bautista  | Aprilia Racing Team Gresini | Aprilia        | +41.712   | 6      |
| 11  | Maverick Viñales | Team SUZUKI ECSTAR          | Suzuki         | +44.776   | 5      |
| 12  | Nicky Hayden     | Aspar MotoGP Team           | Honda          | +52.489   | 4      |
| 13  | Hector Barbera   | Avintia Racing              | Ducati         | +1'11.211 | 3      |
| 14  | Mike Di Meglio   | Avintia Racing              | Ducati         | +1'15.292 | 2      |
| 15  | Alex De Angelis  | E-Motion IodaRacing Team    | ART            | +1'17.863 | 1      |
| 16  | Loris Baz        | Forward Racing              | Yamaha Forward | +1'19.310 | 0      |
| 17  | Eugene Laverty   | Aspar MotoGP Team           | Honda          | +1'19.735 | 0      |
| 18  | Claudio Corti    | Forward Racing              | Yamaha Forward | +1'58.086 | 0      |
| 19  | Karel Abraham    | AB Motoracing               | Honda          | 1 volta   | 0      |

### Classificação Moto2
| Pos | Piloto              | Equipe                         | Moto     | Tempo     | Pontos |
| --- | ------------------- | ------------------------------ | -------- | --------- | ------ |
| 1   | Johann Zarco        | Ajo Motorsport                 | Kalex    | 42'53.674 | 25     |
| 2   | Alex Rins           | Paginas Amarillas HP 40        | Kalex    | +3.360    | 20     |
| 3   | Tito Rabat          | EG 0,0 Marc VDS                | Kalex    | +5.527    | 16     |
| 4   | Alex Marquez        | EG 0,0 Marc VDS                | Kalex    | +6.489    | 13     |
| 5   | Jonas Folger        | AGR Team                       | Kalex    | +8.228    | 11     |
| 6   | Sam Lowes           | Speed Up Racing                | Speed Up | +28.261   | 10     |
| 7   | Anthony West        | QMMF Racing Team               | Speed Up | +33.902   | 9      |
| 8   | Sandro Cortese      | Dynavolt Intact GP             | Kalex    | +33.939   | 8      |
| 9   | Thomas Luthi        | Derendinger Racing Interwetten | Kalex    | +34.889   | 7      |
| 10  | Ricard Cardus       | JPMoto Malaysia                | Suter    | +35.084   | 6      |
| 11  | Marcel Schrotter    | Tech 3                         | Tech 3   | +38.814   | 5      |
| 12  | Randy Krummenacher  | JIR Racing Team                | Kalex    | +39.190   | 4      |
| 13  | Dominique Aegerter  | Technomag Racing Interwetten   | Kalex    | +47.780   | 3      |
| 14  | Takaaki Nakagami    | IDEMITSU Honda Team Asia       | Kalex    | +57.103   | 2      |
| 15  | Axel Pons           | AGR Team                       | Kalex    | +1'00.071 | 1      |
| 16  | Hafizh Syahrin      | Petronas Raceline Malaysia     | Kalex    | +1'02.268 | 0      |
| 17  | Luis Salom          | Paginas Amarillas HP 40        | Kalex    | +1'04.389 | 0      |
| 18  | Julian Simon        | QMMF Racing Team               | Speed Up | +1'04.806 | 0      |
| 19  | Azlan Shah          | IDEMITSU Honda Team Asia       | Kalex    | +1'07.910 | 0      |
| 20  | Mika Kallio         | Italtrans Racing Team          | Kalex    | +1'08.594 | 0      |
| 21  | Jesko Raffin        | sports-millions-EMWE-SAG       | Kalex    | +1'10.950 | 0      |
| 22  | Xavi Vierge         | Tech 3                         | Tech 3   | +1'11.354 | 0      |
| 23  | Robin Mulhauser     | Technomag Racing Interwetten   | Kalex    | +1'39.471 | 0      |
| 24  | Florian Alt         | E-Motion IodaRacing Team       | Suter    | +1'51.325 | 0      |
| 25  | Xavier Simeon       | Federal Oil Gresini Moto2      | Kalex    | 1 volta   | 0      |
| 26  | Federico Caricasulo | Italtrans Racing Team          | Kalex    | 1 volta   | 0      |
| 27  | Louis Rossi         | Tasca Racing Scuderia Moto2    | Tech 3   | 2 voltas  | 0      |

### Classificação Moto3
| Pos | Piloto              | Equipe                     | Moto      | Tempo     | Pontos |
| --- | ------------------- | -------------------------- | --------- | --------- | ------ |
| 1   | Danny Kent          | Leopard Racing             | Honda     | 44'13.623 | 25     |
| 2   | Jakub Kornfeil      | Drive M7 SIC               | KTM       | +8.492    | 20     |
| 3   | Niccolò Antonelli   | Ongetta-Rivacold           | Honda     | +13.189   | 16     |
| 4   | Fabio Quartararo    | Estrella Galicia 0,0       | Honda     | +50.018   | 13     |
| 5   | Livio Loi           | RW Racing GP               | Honda     | +51.755   | 11     |
| 6   | John Mcphee         | SAXOPRINT RTG              | Honda     | +53.726   | 10     |
| 7   | Juanfran Guevara    | MAPFRE Team MAHINDRA       | Mahindra  | +1'01.086 | 9      |
| 8   | Lorenzo Dalla Porta | Husqvarna Factory Laglisse | Husqvarna | +1'06.158 | 8      |
| 9   | Efren Vazquez       | Leopard Racing             | Honda     | +1'08.634 | 7      |
| 10  | Tatsuki Suzuki      | CIP                        | Mahindra  | +1'13.589 | 6      |
| 11  | Alexis Masbou       | SAXOPRINT RTG              | Honda     | +1'18.961 | 5      |
| 12  | Romano Fenati       | SKY Racing Team VR46       | KTM       | +1'27.462 | 4      |
| 13  | Miguel Oliveira     | Red Bull KTM Ajo           | KTM       | +1'31.210 | 3      |
| 14  | Zulfahmi Khairuddin | Drive M7 SIC               | KTM       | +1'37.523 | 2      |
| 15  | Andrea Migno        | SKY Racing Team VR46       | KTM       | +1'38.004 | 1      |
| 16  | Philipp Oettl       | Schedl GP Racing           | KTM       | +1'40.376 | 0      |
| 17  | Remy Gardner        | CIP                        | Mahindra  | +1'50.488 | 0      |
| 18  | Luke Hedger         | FPW Racing                 | Kalex KTM | +2'30.582 | 0      |
| 19  | Taz Taylor          | RS Racing                  | KTM       | 1 volta   | 0      |
| 20  | Hiroki Ono          | Leopard Racing             | Honda     | 1 volta   | 0      |